# Arad Winwin
Arad Winwin, nombre artístico de Mahmoud Reza Asefi (Teherán, 27 de noviembre de 1989), es un actor de cine porno gay, modelo y culturista iraní-estadounidense.

## Primeros años de vida
Arad nació en Teherán, capital de Irán; creció en una familia numerosa con dos hermanos; pasaba la mayor parte de su tiempo practicando deportes como fútbol, kárate, levantamiento de pesas y en competiciones de culturismo. Se unió al servicio militar obligatorio cuando cumplió 18 años y pasó tres años en servicio activo.
En 2010, huyó del país cuando tenía 22 años, porque creía que nunca sería feliz debido a la falta de libertad política, donde podrían matarlo por ser gay. Escapó a través de montañas nevadas, caminando durante dos noches y tres días, para cruzar la frontera hacia Turquía. No tenía pasaporte y su familia tuvo que pagar un guía para que lo llevara a mitad de camino a través de las montañas. En Turquía, fue arrestado por tener un pasaporte falso y encarcelado durante seis meses.
En una entrevista con Gay Star News, Arad dijo: «Durante ese tiempo, Turquía se estaba preparando para deportarme de regreso a Irán, donde me habrían ahorcado por ser un desertor militar. Pude enviar un mensaje desde la prisión a mi familia y contrataron a un abogado que se puso en contacto con el programa de refugiados de las Naciones Unidas. Solo me aceptaron en su programa de refugiados porque la ONU sabía que me matarían si me enviaban de regreso a Irán». Añadió que «estar en una prisión turca fue horrible, pero conocí a otras personas iraníes en prisión que también estaban tratando de escapar de Irán y fueron ellos quienes me hablaron sobre el programa de refugiados de las Naciones Unidas que finalmente me salvó la vida».
Arad tuvo que quedarse en Turquía durante tres años para terminar todos los trámites de la ONU, y después fue trasladado en avión a Dallas en Estados Unidos. Su asistente social le ayudó a conseguir un trabajo en una empresa de ascensores, pero no pagaban mucho y tuvo que pasar el año siguiente intentando pagar los billetes de avión, como exige la ONU.

## Carrera

### Entretenimiento para adultos
Arad se mudó a Los Ángeles, donde se convirtió en un chico go-go para ganar más dinero. Mientras trabajaba conoció a Andrew Christian y posteriormente se convirtió en uno de sus "Trophy Boys".
Arad hizo su debut porno con Next Door Studios en 2014, y se convirtió en exclusivo de Falcon Studios en 2019.
En 2018, Winwin protagonizó una película para adultos del director Bruce LaBruce. Bruce consideró que el segmento protagonizado por Winwin era el set de filmación más sexy en el que había estado, ya que contaba con un trío entre Francois Sagat, Arad y Dato Foland.
Ese mismo año, Arad protagonizó la primera escena de porno bisexual MMF de Men.com titulada The Challenge. Esto generó controversia sobre si el porno bisexual pertenece a un sitio web de porno gay; y Arad, quien se identifica como gay, enfrentó reacciones negativas de los fanáticos por actuar en la escena, y algunos fanáticos lo acusaron de ser heterosexual o de haberse «convertido» en heterosexual o bisexual. Winwin dijo al sitio web gay Str8UpGayPorn que «soy un hombre gay... Esto era sólo un trabajo, y no era nada más. Nada personal. Estaba trabajando, y era como cualquier otra escena que he hecho».

### Culturismo
Arad ha participado en competiciones de culturismo bajo su nombre real.
| Año  | Concurso                    | División                 | Categoría              | Rango | Referencia |
| ---- | --------------------------- | ------------------------ | ---------------------- | ----- | ---------- |
| 2014 | NPC Europa Super Show       | Culturismo masculino     | Peso medio             | 1º    | [ 16 ]     |
| 2014 | NPC Ronnie Coleman Classic  | Culturismo masculino     | Peso medio             | 4to   | [ 17 ]     |
| 2014 | NPC Ronnie Coleman Classic  | Culturismo masculino     | Principiante ligero    | 1º    | [ 17 ]     |
| 2014 | NPC Ronnie Coleman Classic  | Físico masculino         | Clase A                | 16    | [ 17 ]     |
| 2018 | NPC MuscleContest Excalibur | Culturismo masculino     | Peso semipesado novato | 2do   | [ 18 ]     |
| 2018 | NPC MuscleContest Excalibur | Culturismo masculino     | Peso semipesado        | 6º    | [ 18 ]     |
| 2018 | NPC MuscleContest Excalibur | Físico clásico masculino | Clase B                | 7mo   | [ 18 ]     |

## Imagen pública

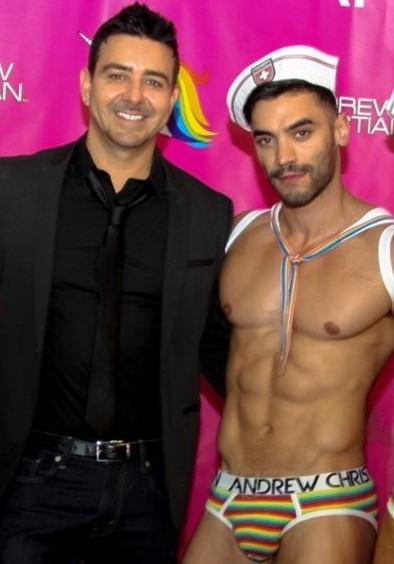
Andrew Christian y Arad Winwin en RuPaul's DragCon LA 2019

Arad fue una de las quince modelos de diferentes orígenes étnicos que aparecen en Sex = Power = Freedom (2017), un libro de fotografías de Andrew Christian, que buscaba un tono inclusivo y multicultural para el libro, queriendo expresar el mensaje de empoderamiento LGBTQ en la esfera política.
En vista de la prohibición de viajes de Trump en enero de 2017, Christian dijo a Gay Star News: «La historia de Arad es un recordatorio de que ofrecerles a los refugiados un hogar en los EE. UU. no solo puede transformar sus vidas, sino que en realidad puede salvarlas. Es una tragedia que nuestros hermanos y hermanas LGBT mueran, junto con muchos otros, debido a la nueva política de investigación extrema de Trump».
Arad se manifestó en contra de la prohibición de inmigración, dijo: «Me entristece profundamente la nueva política de Trump sobre inmigración. Creo que es importante que los estadounidenses sepan que la gente está buscando el estatus de refugiado en los EE. UU. porque aman a Estados Unidos por la libertad que este país ofrece. Estoy seguro de que la nueva política creará mucho sufrimiento innecesario entre personas inocentes que solo quieren una vida mejor y la política puede incluso ser contraproducente si los extremistas la utilizan como parte de su mensaje de odio».